# Memel (Südafrika)

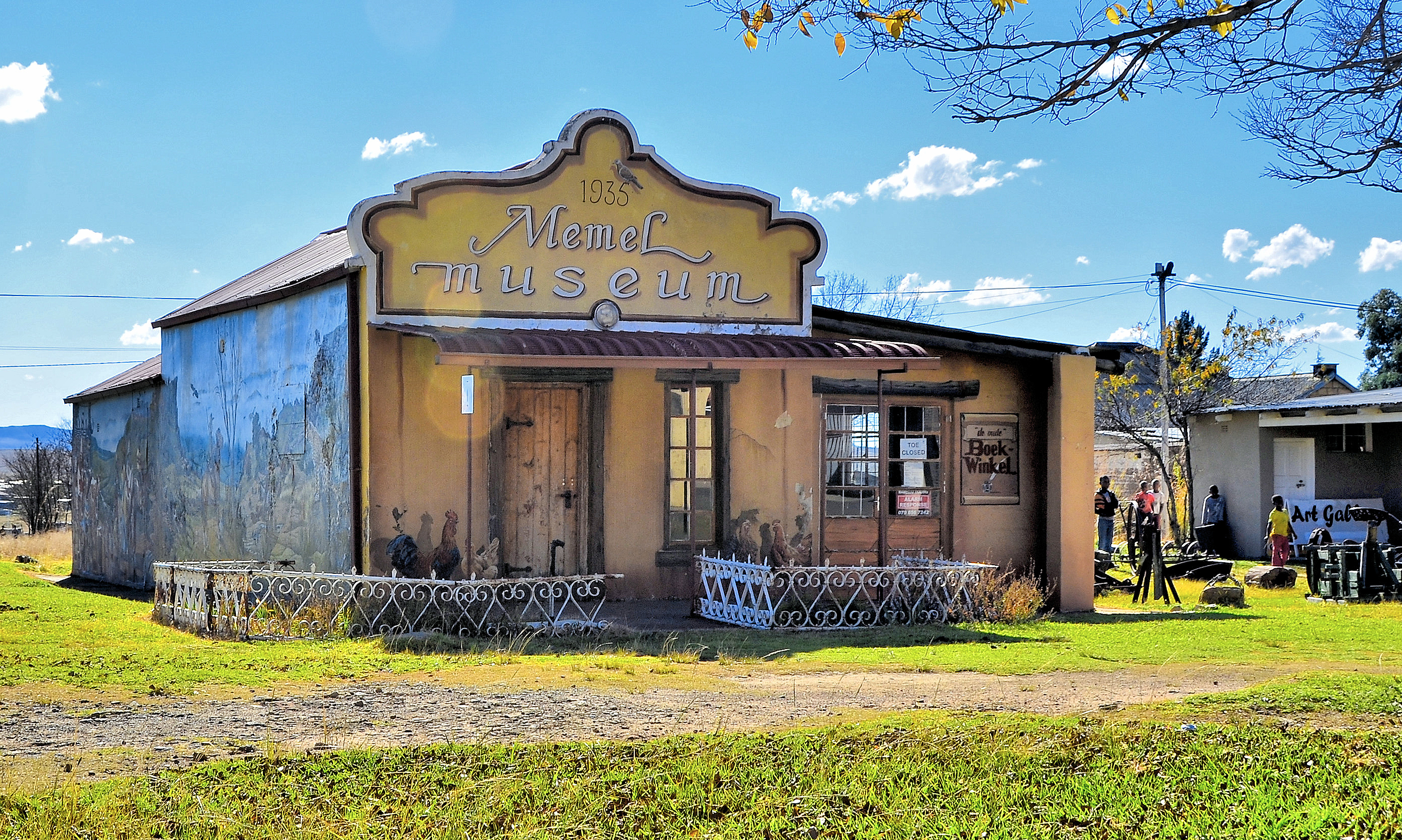
Memel, Museum (2018)

Memel ist ein Dorf in der südafrikanischen Provinz Freistaat. Memel liegt in der Gemeinde Phumelela im Distrikt Thabo Mofutsanyana. Die Ortschaft befindet sich im Nordosten der Provinz in der Nähe der Grenzen zu den Provinzen KwaZulu-Natal und Mpumalanga. Sie liegt auf einer Höhe von 1734 Metern über dem Meeresspiegel und hatte 2011 619 Einwohner. Das benachbarte Township Zamani hatte 6523 Einwohner.
Benannt ist der Ort nach der Stadt Memel (heute Klaipėda) im ehemaligen Ostpreußen. Die Bezeichnung kommt aus dem Altpreußischen und bedeutet so viel wie ‚von Wasser umgeben‘.
Memel wurde 1911 nach Beendigung des Zweiten Burenkriegs gegründet. Aus diesem Krieg können in und um Memel historische Schlachtfelder und einige Denkmäler besichtigt werden. Der Tourismus spielt für den Ort eine große Rolle. Memel liegt in unmittelbarer Nähe zum Seekoeivlei-Naturschutzgebiet, einem 30 Quadratkilometer bedeckenden Feuchtgebiet. Außerdem bietet sich die Gegend um Memel zur Vogelbeobachtung an, da es hier 250 bis 350 verschiedene Vogelarten gibt.